# Guitian Shuiku
Guitian Shuiku (kinesiska: 桂田水库) är en reservoar i Kina. Den ligger i provinsen Guangdong, i den södra delen av landet, omkring 270 kilometer öster om provinshuvudstaden Guangzhou. I omgivningarna runt Guitian Shuiku växer huvudsakligen savannskog.
Genomsnittlig årsnederbörd är 2 102 millimeter. Den regnigaste månaden är maj, med i genomsnitt 455 mm nederbörd, och den torraste är januari, med 26 mm nederbörd.